# Premio Asimov
Il Premio Asimov è un riconoscimento letterario italiano per opere di divulgazione e saggistica scientifica in lingua italiana. 

## Descrizione
Il premio è rivolto a pubblicazioni di carattere divulgativo in ambito scientifico, pubblicate in lingua italiana nei due anni precedenti all'assegnazione del premio. La selezione delle opere in lizza, del numero di cinque, è attuata da una commissione scientifica, mentre la scelta vera e propria di quella vincitrice è compiuta da studenti di scuole secondarie di secondo grado attraverso recensioni delle pubblicazioni; le recensioni sono a loro volta soggette a premiazione a seguito di una valutazione della commissione scientifica. Gli studenti coinvolti nella scelta del vincitore sono parecchie migliaia, distribuiti tra varie centinaia di scuola.  I giovani sono incentivati alla partecipazione a questa attività di lettura e valutazione delle opere divulgative prescelte dalla commissione anche grazie alla distribuzione di gadget, di crediti didattici ed alla possibilità di vincere viaggi formativi.
Il Premio ASIMOV viene assegnato dal presidente della Commissione Scientifica, a nome della Commissione Scientifica e della Giuria.
La commissione scientifica è composta principalmente da insegnanti di scuole secondarie superiori, da ricercatori e professori di diverse università italiane ed enti di ricerca. Le commissioni sono suddivise per regioni Italiane. Il premio è ora promosso dall'Istituto nazionale di fisica nucleare, dal CNR, dall'Associazione Nazionale Librai (ALI), dall'Accademia Nazionale dei Lincei e da molte altre realtà scientifiche .

## Storia
Il Premio Asimov, intitolato allo scrittore Isaac Asimov, fu per la prima volta organizzato nel 2015 dal Gran Sasso Science Institute, scuola superiore universitaria con sede all'Aquila; la prima premiazione avvenne nel 2016. Fondatore del premio e da allora suo coordinatore è Francesco Vissani, dirigente di ricerca presso i Laboratori nazionali del Gran Sasso e all'epoca professore al GSSI.
Giunto nel 2024 alla sua 9ª edizione, viene oggi organizzato dall'Istituto Nazionale di Fisica Nucleare
 in collaborazione con molte altre realtà del mondo scientifico e accademico italiano. Dal 2018 il premio ha infatti assunto carattere di rilevanza nazionale, arrivando a contare la partecipazione di circa 330 istituti scolastici italiani e oltre 14000 studenti nella nona edizione.
Nelle ultime edizioni, la cerimonia conclusiva di premiazione del libro vincitore e delle migliori recensioni si è tenuta nell'ambito del Salone internazionale del libro.

## Vincitori
| Anno | Autore vincitore | Opera vincitrice                                                                 | Altre opere finaliste | Note   |
| ---- | ---------------- | -------------------------------------------------------------------------------- | --- | ------ |
| 2016 | Peter Atkins     | Che cos'è la chimica. Un viaggio nel cuore della materia (Zanichelli)            | Alex Bellos, I numeri ci somigliano (Einaudi) Marco Ciardi, Galileo & Harry Potter. La magia può aiutare la scienza? (Carocci) Pietro Greco, Marmo pregiato e legno scadente. Albert Einstein, la relatività e la ricerca dell'unità in fisica (Carocci) Giorgio Israel, La matematica e la realtà (Carocci) Lucia Votano, Il fantasma dell'universo. Che cos'è il neutrino (Carocci)                              | [ 20 ] |
| 2017 | Roberto Burioni  | Il vaccino non è un'opinione (Mondadori)                                         | Giuseppe Zappalà, Dall'Infinito poetico all'infinito matematico (Aracne) Guido Tonelli, La nascita imperfetta delle cose (BUR) Dana Mackenzie, L'universo senza parole (Rizzoli) Massimiano Bucchi, Per un pugno di idee (Bompiani) | [ 21 ] |
| 2018 | Helen Czerski    | La tempesta in un bicchiere: Fisica della vita quotidiana (Bollati Boringhieri)  | Alessandro Della Corte e Lucio Russo, La bottega dello scienziato: Introduzione al metodo scientifico (Il Mulino) Carlo Rovelli, L'ordine del tempo (Adelphi) Pietro Greco (a cura di), Fisica per la pace. Tra scienza e impegno civile (Carocci Editore) | [ 22 ] |
| 2018 | Marco Malvaldi   | Le due teste del tiranno. Metodi matematici per la libertà (Rizzoli)             | Alessandro Della Corte e Lucio Russo, La bottega dello scienziato: Introduzione al metodo scientifico (Il Mulino) Carlo Rovelli, L'ordine del tempo (Adelphi) Pietro Greco (a cura di), Fisica per la pace. Tra scienza e impegno civile (Carocci Editore) | [ 22 ] |
| 2019 | Lamberto Maffei  | Elogio della Parola (il Mulino)                                                  | Guido Barbujani e Andrea Brunelli, Il giro del mondo in sei milioni di anni (il Mulino) James Gleick, Viaggi nel tempo (Codice) Jerry Kaplan, Intelligenza artificiale. Guida al futuro prossimo (Luiss University Press) Giorgio Manzi, Ultime notizie sull'evoluzione umana (il Mulino) Guido Saracco, Chimica verde 2.0 (Zanichelli) Sara Sesti e Liliana Moro, Scienziate nel tempo. 100 biografie (Ledizioni) | [ 23 ] |
| 2020 | Hannah Fry       | Hello World (Bollati Boringhieri)                                                | Claudio Marini, Matematica d'Evasione (Nuovi Pensieri) Dario Menasce, L'urlo dell'universo (Hoepli) Alessandro Vespignani, L'algoritmo e l'oracolo (il Saggiatore) Simone Lewis e Mark Maslin, Il pianeta umano (Einaudi) | [ 24 ] |
| 2021 | Amedeo Balbi     | L'ultimo orizzonte. Cosa sappiamo dell'universo (Utet Libri)                     | David Quammen, L'albero intricato (Adelphi) Gianfranco Pacchioni, L'ultimo Sapiens. Viaggio al centro della nostra specie (il Mulino) Barbara Mazzolai, La natura geniale. Come e perché le piante cambieranno (e salveranno) il nostro pianeta (Longanesi) Telmo Pievani, Imperfezione. Una storia naturale (Raffaello Cortina)                                                                                   | [ 25 ] |
| 2022 | Licia Troisi     | La sfrontata bellezza del cosmo (Rizzoli)                                        | Paolo Alessandrini, Bestiario matematico. Mostri e strane creature nel regno dei numeri (Hoepli) Marco Ciardi, Breve storia delle pseudoscienze (Hoepli) Paul Sen, Il frigorifero di Einstein (Bollati Boringhieri) | [ 26 ] |
| 2022 | Agnese Collino   | La malattia da 10 centesimi (Codice)                                             | Paolo Alessandrini, Bestiario matematico. Mostri e strane creature nel regno dei numeri (Hoepli) Marco Ciardi, Breve storia delle pseudoscienze (Hoepli) Paul Sen, Il frigorifero di Einstein (Bollati Boringhieri) | [ 26 ] |
| 2023 | Edoardo Borgomeo | Oro blu. Storie di acqua e cambiamento climatico (Laterza)                       | Marco Malvaldi, Il secondo principio (Il Mulino) Giorgio Parisi, In un volo di storni (Rizzoli) Telmo Pievani, Serendipità. L'inatteso nella scienza (Raffaello Cortina) Antonello Provenzale, Coccodrilli al polo nord e ghiacci all’equatore (Rizzoli) Guido Tonelli, Tempo: il sogno di uccidere Chronos (Feltrinelli)                                                                                          | [ 27 ] |
| 2024 | Giovanni Covone  | Altre Terre: Viaggio alla scoperta di pianeti extrasolari (HarperCollins Italia) | Filippo Bonaventura, Lorenzo Colombo e Matteo Miluzio, L'universo su misura (Rizzoli) Annalisa Cherchi e Susanna Corti, Clima 2050 (Zanichelli) Nello Cristianini, La Scorciatoia (Il Mulino) Piero Angela, Dieci cose che ho imparato (Mondadori) | [ 28 ] |